# Wilhelm Langheinrich jr.
Friedrich Wilhelm Langheinrich jr. (Bocholt, 24 november 1904 – Zimmern unter der Burg, 30 juni 1987) was een Duits componist, muziekpedagoog, dirigent en schrijver. Voor bepaalde werken gebruikte hij het pseudoniem: Peike Poll en Wilm unter der Burg. Hij was een zoon van het echtpaar Wilhelm Langheinrich sr., eveneens kapelmeester en vioolleraar, en Louise Langheinrich, geboren Ulbricht. 

## Levensloop
Langheinrich jr. studeerde aan het Koninklijke conservatorium in Dresden. Na het behalen van zijn diploma's kwam hij eerst naar Bocholt terug waar hij als dirigent van de door zijn vader in 1898 opgerichte Instrumentalverein en de zogenoemde Kriegerkapelle alsook van de mannenzangvereniging "Sängerbund" werkte. Gedurende deze periode componeerde hij ook meerdere werken. In 1938 verhuisde Langheinrich jr. met zijn echtgenote Clara, geboren Ebbing, naar Onstmettingen, waar hij stedelijke muziekdirecteur werd. In 1948 vertrok hij naar Ebingen en was daar eveneens stedelijk muziekdirecteur alsook dirigent van het stedelijk orkest. Vanaf 1948 was hij ook dirigent van de Musikverein Balingen, een harmonieorkest. Hij verbeterde het muzikaal niveau van deze vereniging continue. In 1973 ging hij met pensioen en vertrok naar Zimmern unter der Burg. Toen begonnen zijn werkzaamheden als schrijver van vertellingen en drama's. 

## Composities

### Werken voor harmonieorkest
- 1982 Musik zu einem flämischen Puppenspiel
- Vorspiel zu einer Komödie

## Publicaties[3]
- Besucher, die nicht durch die Tür kamen, Ebingen: Langheinrich, 1970.
- Ubiquist, Roman. Zimmern unter der Burg, Langheinrich, 1978.
- Die Songs und Kurzspiele des Bandleaders Anthamatten aus dem Roman "Ubiquist", Zimmern unter der Burg, Langheinrich, 1978
- Exposés und Treatments, Ebingen: Langheinrich z.d.
- Das Mädchen Till. Eine Schelmenweise, Ebingen: Langheinrich z.d.